# Октябрьское (Хасавюртовский район)
Октябрьское — село в Хасавюртовском районе Дагестана.
Является административным центром Октябрьского сельского поселения.

## География
Расположено на правом берегу реки Терек.
Ближайшие сёла и станицы: на северо-западе — Шелковская и Гребенская (Чечня), на северо-востоке — Дзержинское, на юге — Кемси-Юрт, на юго-западе — Акбулатюрт и Харьковское (Чечня), на востоке — Тукита.

## Население
| 1939  | 1970  | 1989  | 2002  | 2010  | 2012  | 2013  |
| ----- | ----- | ----- | ----- | ----- | ----- | ----- |
| 96    | ↗1304 | ↗1477 | ↗2074 | ↗2246 | ↗2258 | ↗2268 |
| 2014  | 2015  | 2016  | 2017  | 2018  | 2019  | 2020  |
| ↗2279 | ↗2285 | ↗2344 | ↗2386 | ↗2419 | ↗2467 | ↗2507 |
| 2021  |       |       |       |       |       |       |
| ↘2187 |       |       |       |       |       |       |

Население является этническими хваришинами.

## История
Образовано в 1957 году на базе совхоза «Пролетарий» (первоначально получило название посёлок Орджоникидзевский) для переселенцев из Чечни (выходцы из села Квантлада и Инхоквари Цумадинского района).